# Vanjska arterija glave
Vanjska arterija glave (lat. arteria carotis externa) je velika krvna žila glave i vrata, završna grana zajedničke arterije glave (lat. arteria carotis communis). 
Vanjska arterija glave nalazi se u vratu prekrivena prsnoključnosisatim mišićem u svom početnom dijelu.
Ogranci:
- gornja arterija štitaste žlijezde, lat. arteria thyroidea superior
- uzlazna arterija ždrijela, lat. arteria pharyngea ascendens
- arterija jezika, lat. arteria lingualis
- arterija lica, lat. arteria facialis
- arterija zatiljka, lat. arteria occipitalis
- stražnja arterija uške, lat. arteria auricularis posterior

Završne grane:
- arterija gornje čeljusti, lat. arteria maxillaris
- površna sljepoočna arterija, lat. arteria temporalis superficialis